# Barsāna
Barsāna är en ort i Indien.   Den ligger i distriktet Mathura och delstaten Uttar Pradesh, i den norra delen av landet, 110 km söder om huvudstaden New Delhi. Barsāna ligger 188 meter över havet och antalet invånare är 9 815.
Terrängen runt Barsāna är mycket platt. Runt Barsāna är det tätbefolkat, med 790 invånare per kvadratkilometer. Närmaste större samhälle är Kāman, 10,6 km väster om Barsāna. Trakten runt Barsāna består till största delen av jordbruksmark.